# Sicilianer (hønserace)
Sicilianer er en hønserace, der stammer fra Sicilien. Racen blev adskilt fra den oprindelige sicilianske høne, Siciliana, og betegnes nu som en selvstændig race, undtagen på Sicilien. Racens særprægede skålformede kam har givet racen sit engelske navn (Buttercup). 
Hanen vejer 2,95 kg og hønen vejer 2,5 kg. De lægger hvide til brune æg à 45 gram. Racen findes ikke i dværgform.

## Farvevariationer
- Hvid
- Guld sortspættet
- Sølv laksefarvet